# Ciência e tecnologia em Israel

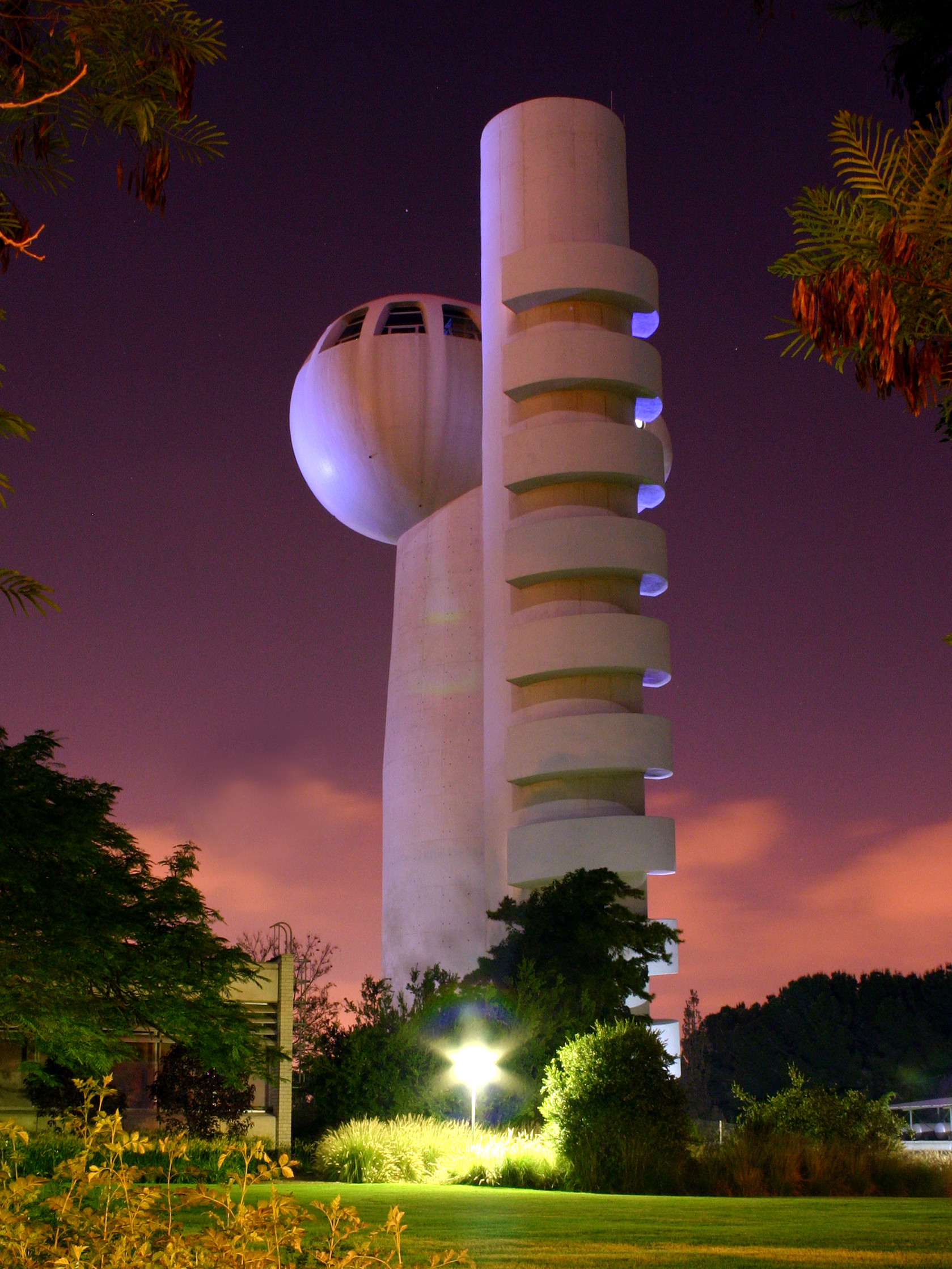
O acelerador de partículas do Instituto Weizmann da Ciência em Rehovot

Os campos de Ciência e Tecnologia em Israel estão entre os mais desenvolvidos do mundo. Apesar de sua recente história e de seu pequeno tamanho, o Estado de Israel é cada vez mais visto como um centro de inovações utilizadas em escala global. Através de instituições educacionais de ponta e de uma ampla rede de empresas start-ups, Israel vem se destacando graças à invenções e inovações que rapidamente se espalham pelo mundo.
Israel é um dos países que mais investe em Pesquisa e Desenvolvimento em relação ao seu Produto Interno Bruto e, em proporção ao tamanho da mão-de-obra, é o que ostenta o maior número de autores publicados nos campos das ciências naturais, engenharia, agricultura e medicina. Até hoje, 10 cidadãos israelenses foram laureados com o Prêmio Nobel em diferentes áreas.
Quando se coteja o número de adultos com formação universitária, Israel ocupa o 2.º lugar, com 46%, enquanto o Brasil está na 100ª posição, com apenas 15%. Os gastos públicos em educação de ambos os países são equivalentes: 5,7% do PIB. Embora raramente ultrapassaram 0,5% da população mundial, mais de 19% dos prêmios Nobel foram concedidos a cidadãos de ascendência judaica.

## Histórico

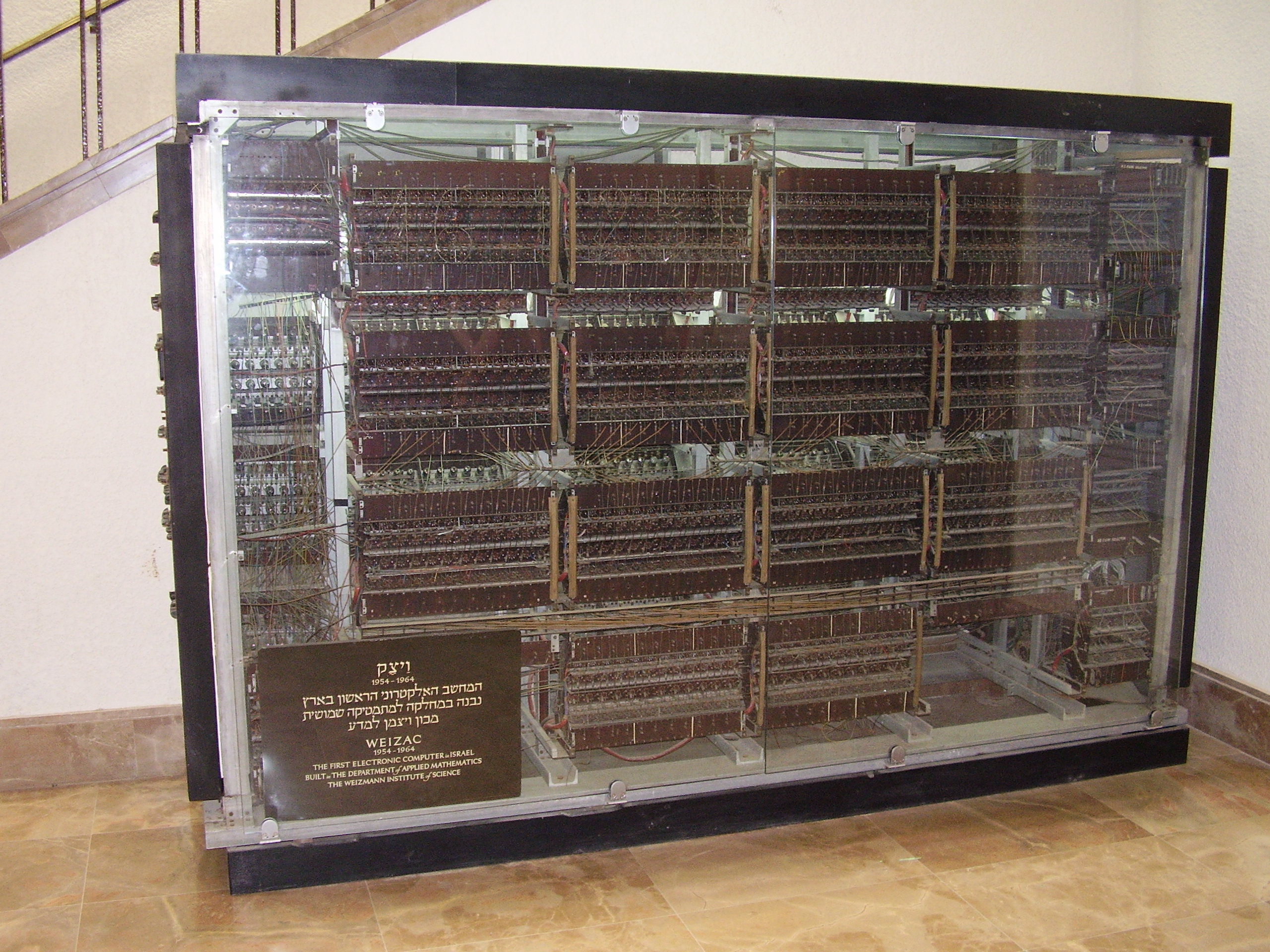
O WEIZAC - Primeiro computador de Israel e de todo Oriente Médio (1954)

Desde antes mesmo da fundação do Estado de Israel em 1948, ainda durante a instalação dos primeiros assentamentos judaicos na então Palestina (século XIX) que a necessidade de se investir na pesquisa científica se fez urgente. As aldeias rurais que formavam o núcleo da ideologia sionista dependiam da agricultura como forma de sobrevivência e o solo pobre e a escassez de recursos hídricos motivaram aqueles colonos a empreenderem experimentos e pesquisas nestas áreas. Tais investimentos também podem ser explicados pela tradição do povo judeu na aplicação individual ao intelecto, bem como à existência de inúmeros e destacados cientistas judeus de diversas nacionalidades. Albert Einstein foi um dos fundadores e professor da Universidade Hebraica de Jerusalém
As bases da pesquisa agrícola em Israel foram firmadas pelos professores e formandos do Yisrael Mikveh School, a primeira escola agrícola judaica na então Palestina, fundada pela Aliança Israelita Universal em 1870. Em uma viagem ao Monte Hermon, em 1906, o agrônomo Aaron Aaronsohn descobriu uma espécie de trigo, a Dicoccoides Triticum, que se acredita ser a "mãe de todas as espécies de trigo". Em 1909, o mesmo Aaron Aaronsohn fundou uma estação de pesquisas agrícolas em Atlit, onde amealhou uma extensa biblioteca e coletou amostras geológicas e botânicas. A "Organização de Pesquisa Agrícola", fundada em Rehovot em 1921, até hoje estuda os aspectos do solo e das condições climáticas de Israel.
Por conta de seu território diminuto, Israel necessitou ser preciso e generoso na distribuição de recursos para os setores de Ciência e Tecnologia. Atualmente, 40% do orçamento anual é destinado às pesquisas e ao progresso científico. Os investimentos mais significativos se dão nos campos industrial, agro-tecnológico e médico.
Outro fator que impeliu os israelenses à pesquisa científica foi o fato de o solo do país ser extremamente pobre e em sua maior parte inadequado ao cultivo de quaisquer culturas agronômicas. Foi para ultrapassar tais barreiras que muitos israelenses se dedicaram ao longo de décadas e conseguiram colher enormes logros, transformando terrenos antes desérticos em áreas produtivas. Israel é a nação pioneira em biotecnologia agrícola, irrigação por gotejamento, a solarização de solos, reciclagem de águas de esgoto para uso agrícola e na utilização do enorme reservatório subterrâneo de água salobra do Negueve.
As pesquisas desenvolvidas pelos cientistas israelenses têm contribuído para o avanço da agricultura, ciências da computação, eletrônica, genética, medicina, óptica, energia solar e vários campos da engenharia. Israel é o lar de grandes empreendedores da indústria de alta tecnologia e tem uma das populações mais tecnologicamente instruidas do mundo. Em 1998, Tel Aviv foi eleita pela revista "Newsweek" como "uma das dez cidades mais tecnologicamente influentes do mundo".
Ataulmente, Israel é a nação que mais produz publicações científicas per capita - 109 por cada mil pessoas. Também é um dos países com mais patentes registradas per capita e ocupa o terceiro lugar no ranking mundial nos gastos com pesquisa e desenvolvimento em terceiro lugar também em número de patentes per capita, o oitavo em preparação tecnológica (de acordo com seus gastos de suas companhias de pesquisa e desenvolvimento, criatividade e comunidade científica, número de computadores pessoais e o índice de penetração na internet), o 11º em inovação, 16º em exportações de alta tecnologia e o 17º em lucros tecnológicos.
A porcentagem de cidadãos israelenses (incluindo os pertencentes às minorias étnicas) envolvidos em atividades de investigação científica e tecnológica, bem como o montante gasto em pesquisa e desenvolvimento em relação ao produto interno bruto (PIB), está entre as mais altas do mundo. Israel está em quarto lugar no mundo em atividades científicas medidas pelo número de publicações científicas por milhão de habitantes.

## Inovações de Destaque

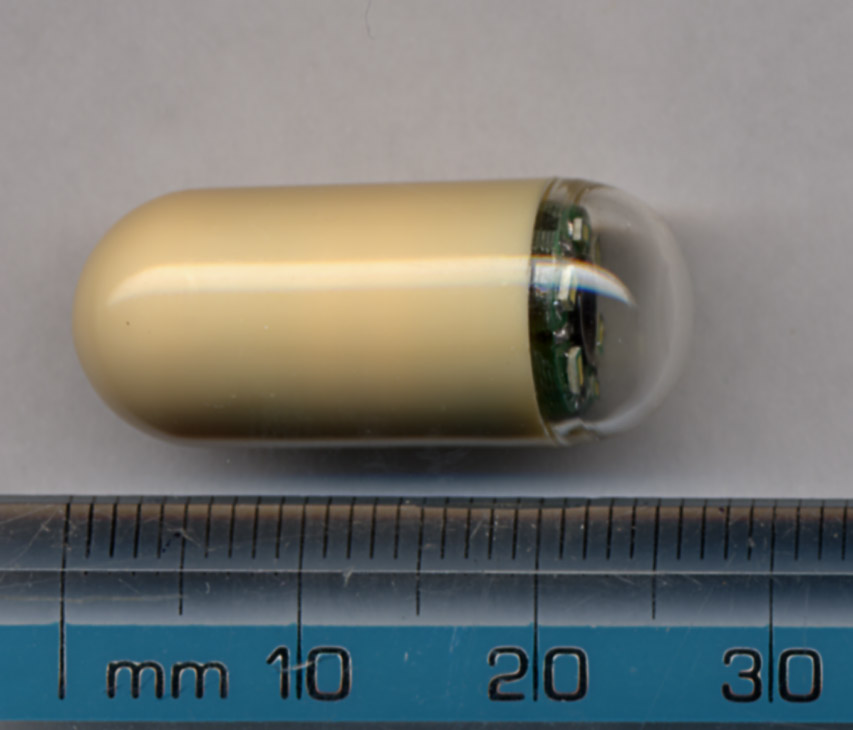
Cápsula endoscópica

### Biotecnologia
- "Nanowire" - Fio condutor de eletricidade feito de minúsculas partículas de prata, mil vezes mais finos que um cabelo humano. Desenvolvido por Uri Sivan, Braun Erez e Eichen Yoav do Instituto Technion;
- O menor dispositivo biológico de computação já construído, de acordo com o Guinness Book de Recordes, que é composto de enzimas e moléculas de DNA capazes de realizar cálculos matemáticos simples e que usa sua molécula de DNA de entrada como única fonte de energia, desenvolvido em 2003 no Instituto Weizmann de Ciências pelo professor Ehud Shapiro e sua equipe.

### Física
- "Previsão dos Quarks", por Yuval Ne'eman, da Universidade de Tel Aviv (Em parceria com o físico americano Murray Gell-Mann);

Descoberta do "Efeito Aharonov-Bohm", por Yakir Aharonov e David Bohm;
- "Formulação da Entropia dos Buracos Negros", por Jacob Bekenstein, da Universidade Hebraica de Jerusalém;
- "Notação de Movimento de Eshkol-Wachman" - Um sistema de notação para o movimento de gravação em papel que tem sido utilizado em muitos campos, incluindo dança, fisioterapia, comportamento animal e diagnóstico precoce de autismo.

### Medicina
- Desenvolvimento do medicamento imunomodulador "Copaxone" para o tratamento de esclerose múltipla. Foi desenvolvido no Instituto Weizmann de Ciências, por Michael Sela, Ruth Arnon e Deborah Teitelbaum;
- Desenvolvimento das proteínas Interferon, por Michel Revel do Instituto Weizmann de Ciências;
- Desenvolvimento da "PillCam" pela Given Imaging, uma cápsula endoscópica para gravar imagens do trato digestivo. A cápsula tem o tamanho e a forma de uma pílula e contém uma pequena câmera. A cápsula é eliminada em poucas horas.

### Óptica
- Desenvolvimento da menor câmera do mundo - uma câmera de 0,99mm, projetada para caber em um endoscópio minúsculo.

### Química
- Descoberta dos Quasicristais por Dan Shechtman do Instituto Technion;
- Descoberta do papel da proteína ubiquitina por Avram Hershko e Aaron Ciechanover, do Instituto Technion (Em parceria com o biólogo judeu americano Irwin Rose). A descoberta levou-os a receber o Prêmio Nobel de Química de 2004.

## Energias Alternativas e Sustentáveis
Israel é um dos países que mais investe na energia solar, com engenheiros na vanguarda nesta tecnologia. Suas empresas trabalham em projetos ao redor de todo o mundo  e mais de 90% dos lares israelitas utilizam energia solar para esquentar a água, o que dá uma economia de 8% em seu consumo de energia anual.

## Indústria Aeroespacial

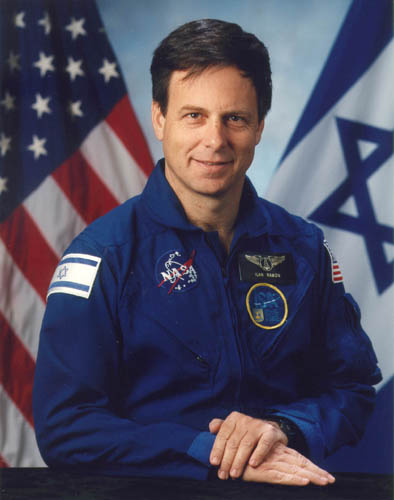
Ilan Ramon (20 de junho de 1954 - 1º de fevereiro de 2003), o primeiro astronauta israelense

Foi a partir da década de 1970 que Israel começou a desenvolver a infraestrutura necessária para o desenvolvimento de sua tecnologia aeroespacial. Em novembro de 1982, o então Ministro da Ciência e Tecnologia, Professor Yuval Ne'eman, fundou a Agência Espacial Israelense, para coordenar e supervisionar um programa espacial nacional. Devido às limitações geográficas, bem como considerações de segurança, o programa espacial israelense se concentra em satélites muito pequenos e carregados com equipamentos de elevado grau de sofisticação. A Agência Espacial Israelense trabalha em parceria com outras agências espaciais internacionais.
Israel lançou seu primeiro satélite artificial, o “Ofeq-1”, através de um veículo também construído no país, o “Shavit”, em 19 de setembro de 1988. Desde então, as pesquisas espaciais do Estado Judeu têm dado importantes contribuições em várias áreas da investigação espacial.
Desde 1988, a Israel Aerospace Industries desenvolveu e fabricou de maneira independente pelo menos 13 satélites comerciais, de pesquisas e de espionagem. A maioria foi lançada para a órbita terrestre da base da Força Aérea Israelense na costa mediterrânea ao sul de Tel Aviv, por veículos lançadores de satélites Shavit. Alguns dos satélites de Israel classificam-se entre os sistemas espaciais mais avançados no mundo. Em 22 de junho de 2010, Israel lançou da base aérea de Palmachim o seu satélite de espionagem "Ofeq-9", equipado com câmera de alta resolução.
O piloto de caça Ilan Ramon foi o primeiro astronauta israelense; atuou como especialista de carga durante a STS-107, na última e fatal missão do ônibus espacial Columbia.
em terceiro lugar também em número de patentes per capita Ocupa ainda o segundo lugar entre os vinte países com mais impacto relativo em artigos científicos sobre ciências espaciais, num estudo levado a cabo pela agência Thomson Reuters. Três de seus cientistas de computação receberam o Prêmio Turing: Michael Rabin, Adi Shamir e Amir Pnueli.

## Prêmios Nobel

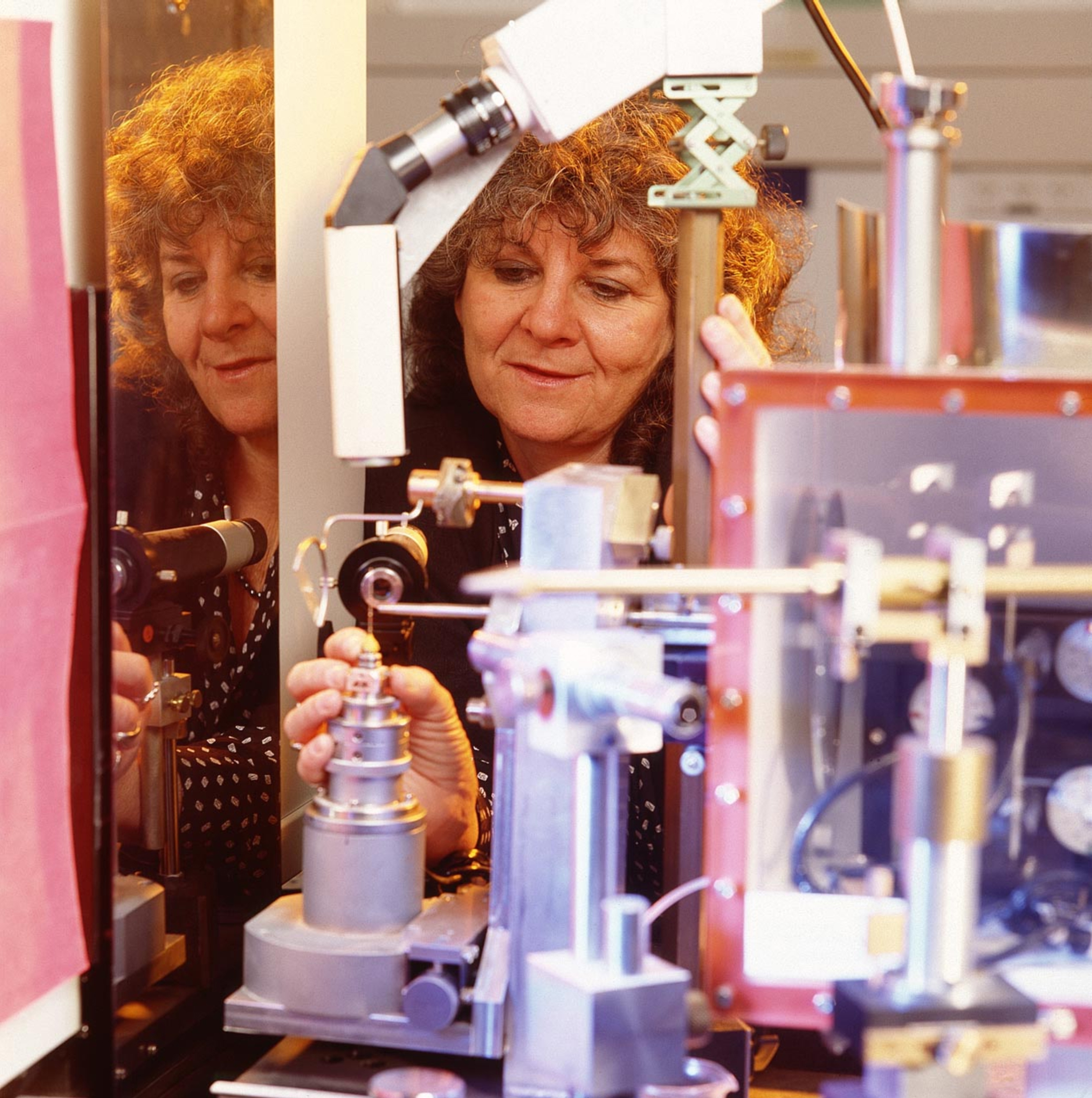
Ada Yonath em seu laboratório no Instituto Weizmann

Atualmente, Israel possui sete cidadãos laureados com o Prêmio Nobel em áreas ligadas às ciências. Dois deles nasceram em outros países, mas que migraram para o país e adotaram a nacionalidade israelense:
- Daniel Kahneman, Economia, 2002;
- Avram Hershko, (nascido na Hungria) Química, 2004;
- Aaron Ciechanover, Química, 2004;
- Robert Aumann, (nascido na Alemanha) Economia, 2005;
- Ada E. Yonath, Química, 2009;
- Dan Shechtman, Química, 2011;
- Arieh Warshel, Química, 2013.

O físico David Gross, estadunidense laureado pelo Nobel de Física, fez bacharelado e é mestre pela Universidade Hebraica de Jerusalém. Em 2010, o israelense Elon Lindenstrauss, jovem matemático dessa mesma universidade, recebeu a Medalha Fields, considerada como o "Nobel da Matemática".

## Universidades, Institutos e Principais Centros de Pesquisa

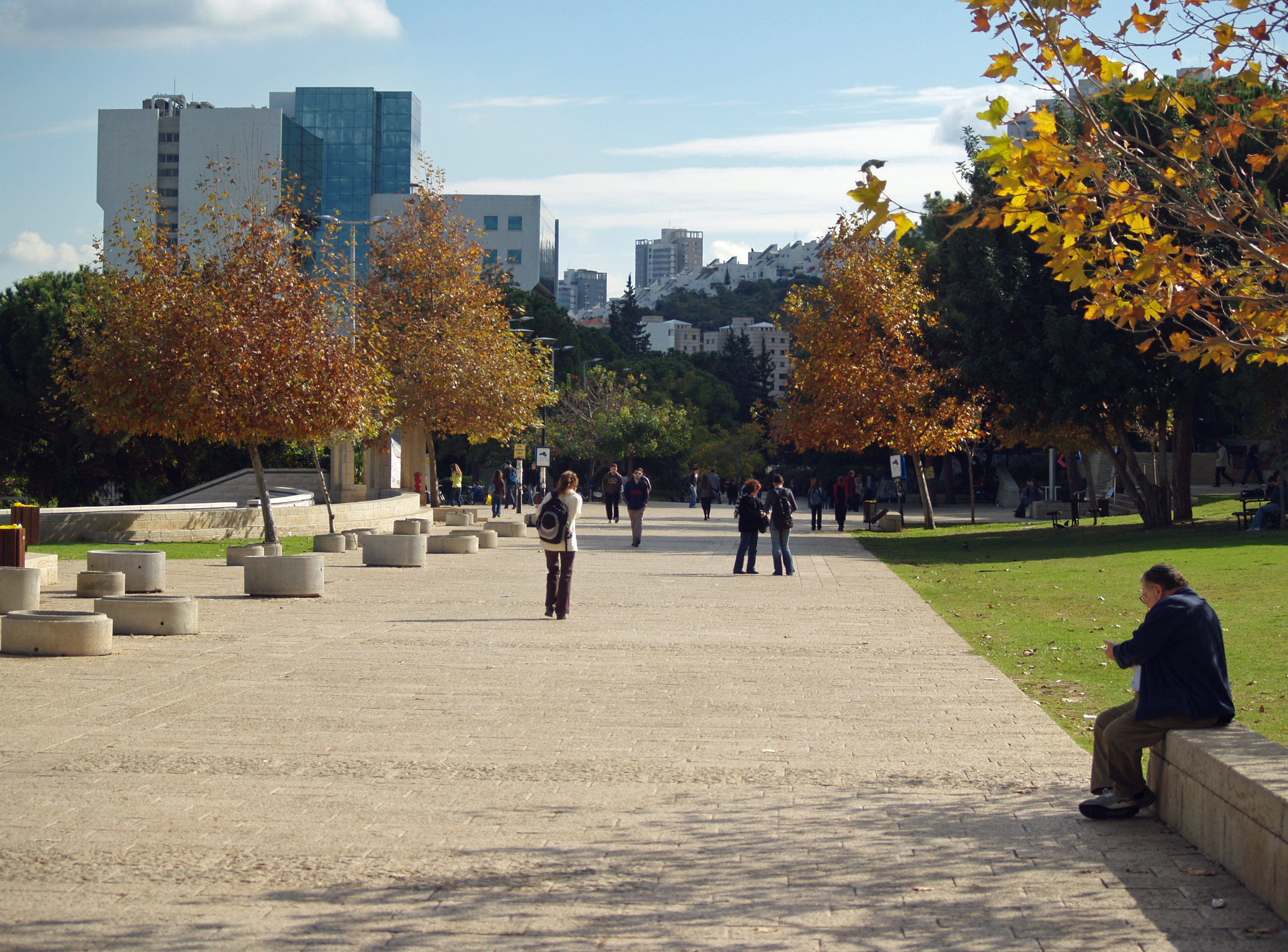
O "Technion", conhecido como o "MIT de Israel"

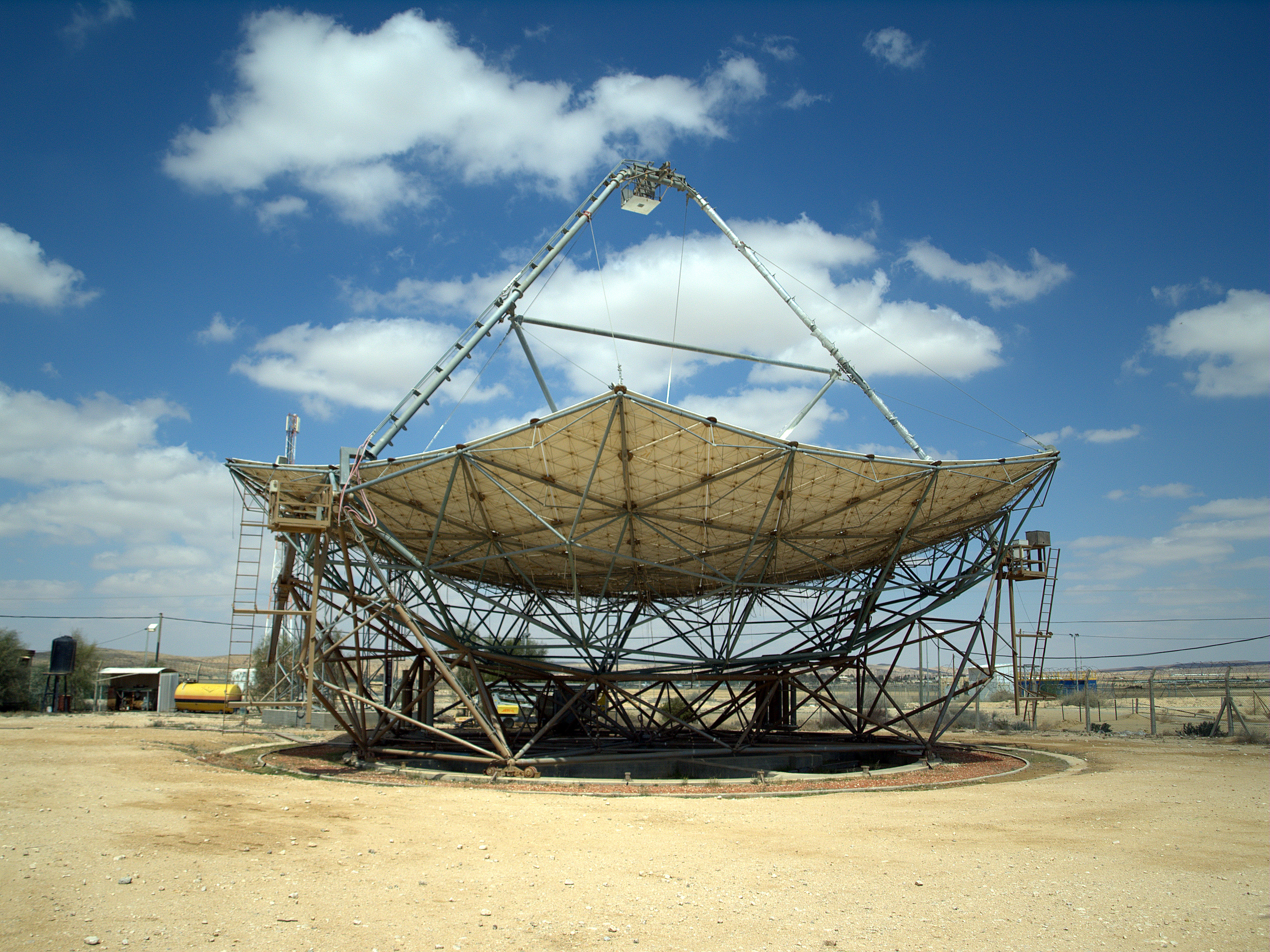
A maior parabólica solar do mundo no Centro Ben-Gurion

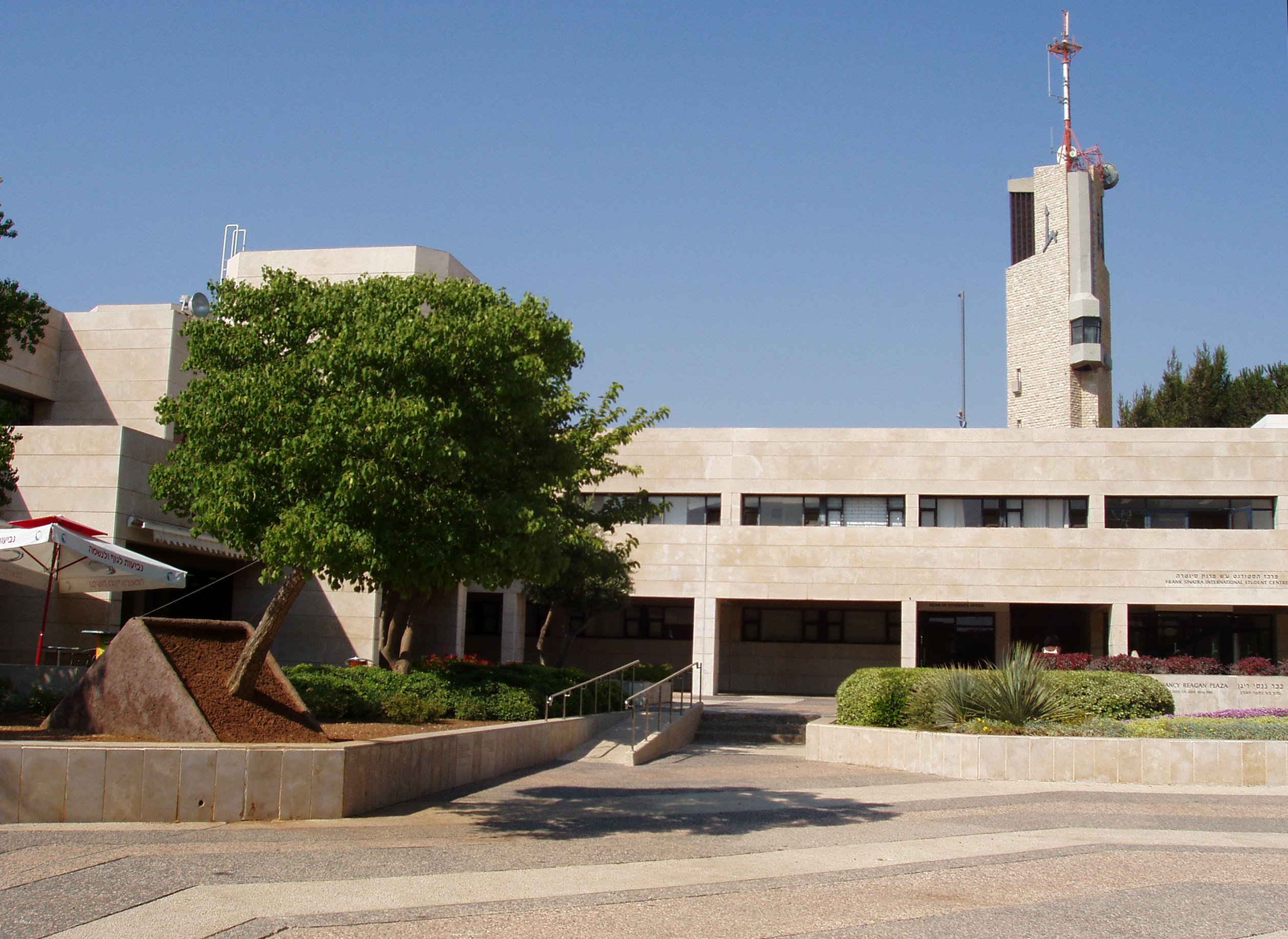
Universidade Hebraica de Jerusalém, Campus do Monte Scopus: "Edifício Frank Sinatra" tendo à sua frente o memorial pelas vítimas do atentado terrorista de 31 de julho de 2002

Na área médica, seu crescimento deu-se a partir da Primeira Guerra Mundial, após a fundação do "Centro Hebraico de Saúde", e continuou a ampliar-se, agora nos departamentos de bioquímica, bacteriologia, microbiologia e higiene da Universidade Hebraica de Jerusalém, que iniciaram a base do Centro Médico Hadassa, a instituição de maior importância nacional na área. Relacionada à indústria, o desenvolvimento foi dos laboratórios próximos ao Mar Mediterrâneo, onde foi criado o Instituto Technion, cujos investimentos são destacados na óptica, na computação, na aeronáutica, na robótica e na eletrônica. Inserido nesta área, está ainda o departamento de Pesquisa e Desenvolvimento, cujas funções estão relacionadas as telecomunicações, produção elétrica e de energia, e administração de recursos hídricos ligados à indústria e à agricultura. Entre seus profissionais estão os chegados da extinta União Soviética, dos quais 40% eram graduados universitários e ajudaram a impulsionar Israel no setor de alta tecnologia. Destacando-se internacionalmente, possui cinco cientistas que foram vencedores do Prêmio Nobel: três em química e dois em economia. O físico David Gross, estadunidense laureado pelo Nobel de Física, é bacharelado e mestre pela Universidade Hebraica de Jerusalém.

### Universidades
- Universidade Aberta de Israel;
- Universidade Ben-Gurion do Negueve;
- Universidade Bar-Ilan;
- Universidade de Haifa;
- Universidade Hebraica de Jerusalém;
- Universidade de Tel Aviv.

### Institutos
- Instituto Weizmann da Ciência;[40]
- Instituto Technion
- Academia de Ciências e Humanidades de Israel

### Centros de Pesquisa
Astronomia
- Associação Astronômica Israelense;
- Sociedade Israelense de Aeronáutica e Astronáutica;
- Sociedade Espacial Israelense;
- Maslul - Estudantes Para o Avanço das Pesquisas Espaciais;
- Clube de Astronomia da Universidade de Tel Aviv

Física
- Associação Israelense de Ciências e Tecnologia de Plasma;
- Sociedade Física de Israel.

Química
- Sociedade de Desenvolvimento Químico e Farmacêutico;
- Sociedade de Análise Química de Israel;
- Sociedade Química de Israel.

Tecnologia
- Instituto Bar Ilan de Nanotecnologia.